# Landbrug
Landbrug er en menneskelig aktivitet, hvor fødevarer og andre råvarer frembringes ved dyrkning af kulturplanter og avl på visse dyr. "Landbrug" bruges også om selve ejendommen hvor aktiviteten foregår – også kaldet en bondegård.

## Landbrugets historie
De ældste sikre oplysninger om kultivering af jord til kulturplanter er Abu Hureyra i Syrien, hvor befolkningen i en tør kuldeperiode under Yngre Dryas dyrkede rug. Men det var først en tid efter at denne vanskelige kuldeperiode ophørte, omkring 8 800 f.Kr, at der plads til en øget befolkningstilvækst i skråningerne i Den frugtbare halvmåne i Mellemøsten, med intensiv hvededyrking i den nordlige del af Tyrkiet, Syrien og intensiv bygdyrking i Israel og Jordan. I samme periode begyndte man majsdyrkning i Mexico og risdyrkning i Kina.
Menneskene i Mellemøsten har dyrket jorden omkring 10000 f. Kr., på Balkan siden omkring 7000 f.Kr, i Nordvesteuropa omtrent siden år 5000 f.Kr, og i Norden fra omkring 4000 f.Kr.
Kulturdyrkningen spredte sig hurtigt til store dele af jordkloden og udviklede sig til at menneskene blev fastboende og fik et madvareoverskud som har muliggjorde by- og statsdannelse.
Omkring 3900 f.Kr. kom af landbrugskulturen til det nordeuropæiske område. Kosten ændredes og stammer nu hovedsagelig fra landbrugsdyrkningen.

## Landbrugets grene
Foruden at producere foder til husdyr og fødevarer producerer nutidens landbrug også energikilder som brændsel, halm og korn samt råvarer til tekstilproduktionen.
- Dyrkning af korn, frø, græs og roer.
- Havebrugsdyrkning af grønsager, blomster, planter og dyrkning af svampe.
- Husdyrhold med mælkeproduktion, kødproduktion, pelsdyrproduktion og ægproduktion.

Nærtbeslægtet med landbruget er skovbruget, der bl.a. frembringer tømmer til byggeriet. Svåel landbrug som skovbrug er eksempler på jordbrug.
Udtrykket gårdbrug kan enten betyde det samme som landbrug eller betegne en enkelt gård med både jord og dyr. En person som driver landbrug, kan kaldes bonde eller gårdejer.
Nye begreber som økologisk landbrug, specialproduktion, hobbybrug og kulturlandskab har efterhånden fået en stor betydning for landbruget i Danmark og lignende lande.
Der findes forskellige typer af strøelse som fx halm, sand, savsmuld og tørv, hvor halm har været den mest brugte gennem det danske landbrugs historie, fordi det har været let tilgængelig og har nogle gode egenskaber .

## Landbrugets problemer
Den industrialiserede svineproduktion med stort antibiotikaforbrug har medført en sundhedsmæssig problemstilling ved fremkomsten af resistente bakterier, MRSA CC398 meticillin-resistent Staphylococcus aureus. CC398 findes nu i mange danske svinebestande og forårsager i stigende grad infektioner hos mennesker.
Dog er det danske antibiotikaforbrug blandt de laveste i Europa.[kilde mangler]

## Landbrug i Danmark

### Landbruget gennem tiden
Som i andre udviklede lande har landbruget i Danmark været det helt dominerende erhverv i det meste af landets historie, men udgør i dag kun en forsvindende lille del af landets økonomi. I 1820 stod de danske primære erhverv, hvoraf landbruget var det helt dominerende, for 59 pct. af alle beskæftigede og 55 pct. af værditilvæksten. Derefter er andelen faldet jævnt siden industrialiseringen i Danmark i 1800-tallet og videre gennem det 20. og 21. århundrede.
I efterkrigstiden har landbruget været præget af en kraftig koncentration, sådan at der er kommet færre, men større bedrifter. Sideløbende er der sket en betydelig teknologiudvikling og effektivisering. I 1959 var der i alt omkring 200.000 landbrugsbedrifter med et gennemsnitligt areal på 16 hektar

### Landbruget i dag
Danmark er verdens næstmest opdyrkede land efter Bangladesh, med 59 pct. af landarealet anvendt til landbrug i 2021. Dette gør Danmark til EU's mest opdyrkede land.
92 pct. af landbrugsjorden er under plov, hvilket svarer til 56 pct. af Danmarks samlede areal. I EU er det 25 pct. af arealet, der er under plov.
På kun 4 pct. af landbrugsarealet dyrkes mad direkte til menneskeforbrug som brødkorn, havre, gartneriafgrøder og kartofler. På 75 pct. af landbrugsarealet dyrkes dyrefoder i form af majs, korn, roer, raps, helsæd og græs.
Danmark er verdens største producent af kød per indbygger, med en årlig produktion på 344 kg kød per indbygger i 2021. I 2020 var Danmark med 13,4 mio. svin det land i verden, med flest svin per indbygger (2,3 svin per indbygger). Danmark var nummer to, når det gælder svin pr. km² (312 svin per km²), overgået af Tuvalu.
Det samlede antal bedrifter i Danmark er faldet fra 205.835 i 1951 til 31.395 i 2021. Gennemsnitsarealet per heltidsbedrift er steget fra 85 ha. i 2000 til 200 ha. i 2019.
Samtidig er der sket en løbende specialisering. Over halvdelen af alle bedrifter var uden husdyr i 2008, og over 80 pct. af såvel malkekøer som svin stod i specialiserede bedrifter.
Landbruget er præget af en række strukturproblemer. Der er sket betydelige stigninger i landbrugets produktivitet i de seneste årtier, men samtidig er der en klar tendens i retning af, at de relative priser på landbrugsprodukter i forhold til andre produkter har været faldende. Det danske landbrug er i dag på samme måde som landbruget i de øvrige EU-lande stærkt afhængig af den betydelige økonomiske støtte, som EU's landbrugspolitik indebærer. EU's landbrugsordninger, der især er til fordel for den vegetabilske produktion, har således medført, at vegetabilske produkter har fået betydelig større vægt i forhold til animalske produkter i den danske landbrugsproduktion siden 1972, hvor Danmark trådte ind i EU. I 1972 udgjorde animalske produkter 89 % af produktionsværdien (svin alene stod for 42 % og mejeriprodukter for 26 %). I 2010 udgjorde værdien af svineproduktionen 30 %, mejerivarer 19 % og animalsk produktion i alt 65 % af den samlede danske landbrugsproduktion, mens vegetabilske produkter var steget fra 11 % i 1972 til 35 % i 2010.

### Landbrugets betydning for økonomien
I 2020 var der ifølge Danmarks Statistik 34.471 fuldtidsbeskæftigede og 73.771 totalt antal beskæftigede på de danske landbrugsbedrifter, eller ca. 2 pct. af beskæftigelsen i Danmark.
Gennemsnitsalderen for danske landmænd steg fra 52 år i 1997 til 57 år i 2017. Danmark er et af de lande i EU, hvor der er færrest landbrugere under 40 år. Kun fire andre europæiske lande har en mindre andel af yngre landbrugere end Danmark. Kun 23 pct. af danske landmænd er under 50, og 30 pct. af de selvstændige i landbruget når pensionsalderen inden 2030. Danmark er et af kun to EU-lande, der ikke har allokeret støtte til unge landbrugere i deres CAP-plan for 2023-2027.
25 pct. af lønmodtagere i landbruget er indvandrere, mod 11 pct. i gennemsnit i Danmark. Danmark har en af de laveste beskæftigelsesgrader i landbruget i EU, med kun 2,2 beskæftigede per kvadratkilometer landbrugsareal, sammenlignet med et EU-gennemsnit på 5,2.
Eksportværdien af landbrugsprodukter udgjorde i 2020 12.5 procent af den danske vareeksport.
Det danske landbrug er i dag på samme måde som landbruget i de øvrige EU-lande stærkt afhængig af den økonomiske støtte, som EU's landbrugspolitik indebærer. De generelle tilskud udgør i gennemsnit 58 pct. af bedrifternes overskud i perioden 2016-2020. Landbruget modtager i 2020 sammenlagt 7,2 mia. kr. i tilskud, hvoraf 6,9 mia. kr. stammer fra landdistriktsmidlerne og andre EU-ordninger, mens 0,2 mia. kr. stammer fra nationale støtteordninger. Landbruget modtager oveni dette erhvervsfremme for 2,5 mia. kr. i form af fritagelse for energiafgift og lavere ansættelse af grundværdi på produktionsjord (bondegårdsreglen).
Det danske landbrug har den højeste gæld per bedrift i verden, med en gennemsnitlig gæld på over 15 millioner kr. per bedrift i perioden 2020-2022.
Landbrugets samlede bruttoværditilvækst er 25,7 mia. kr. om året i 2019, hvilket svarer til 1 pct. af Danmarks samlede bruttoværditilvækst.
De samfundsøkonomiske omkostninger i form af eksternaliteter ved landbrugsproduktion udgør mindst 18,7 mia. kr. om året i 2021-priser.
Omkostningerne kommer overvejende fra landbrugets udledninger af drivhusgasser, skader på miljøet som følge af kvælstofudledning, sundhedsmæssige omkostninger som følge af ammoniakudledning samt fortrængningen af rekreativ natur. Dertil kommer eksternaliteter fra kilder, der ikke er blevet målt, som fx skader på grundvandet som følge af antibiotikaresistens, lugtgener, pesticider i sprøjtemidler, osv. Det betyder, at landbrugets reelle værdiskabelse, når eksternaliteter modregnes, er med betydelig usikkerhed yderst begrænset.

### Landbrugets påvirkning af miljøet i Danmark
Landbruget står for en stor del af de danske udledninger af drivhusgasser og næringsstoffer som kvælstof og fosfor. Dette har negative konsekvenser for biodiversiteten og miljøet.
Danmark har den mindste andel Natura 2000-beskyttet natur i EU, med kun 8,3% af landarealet beskyttet under denne ordning.

#### Kvælstofudledning
Landbruget står for ca. 90% af den danske udledning af kvælstof til vandmiljøet ifølge Aarhus Universitet. Overgødskning med kvælstof fører til iltsvind og øget algevækst i søer, fjorde og kystnære farvande. Siden 1990 er den samlede danske kvælstofudledning til vandmiljøet reduceret med ca. 40.000 tons. Alligevel vurderes yderligere reduktioner at være nødvendige for at nå målet om god økologisk tilstand i vandmiljøet. Næsten tre fjerdedele af det danske landbrugsareal vurderes at være ubæredygtigt på grund af et kvælstofoverskud på over 50 kg per hektar.

#### Fosforudledning
Landbruget er også en væsentlig kilde til danske vandområders fosforbelastning. Fosfor fra markdræn og erosion fører til øget algevækst og iltsvind. Fosfor udledt til vandmiljøet lagres i jordbunden og kan frigives i mange år efter tilførslen er stoppet.

#### Ammoniakfordampning
Fordampning af ammoniak fra husdyrgødning og kvælstofgødning udgør en betydelig luftforureningskilde fra landbruget. Ammoniakfaldet bidrager til forsuring af naturen og overbelastning af næringsstoffer i sårbare naturområder.

#### Påvirkning af biodiversitet
Det intensive landbrug med monokulturer og sprøjtemiddelanvendelse har negative konsekvenser for biodiversiteten af vilde planter og dyr i det åbne land. Den omfattende dræning af landbrugsjord samt udretning og vedligeholdelse af vandløb har ligeledes haft store negative effekter på biodiversiteten.

#### Indsatser for at reducere landbrugets miljøpåvirkning
Der er gennemført en række indsatser for at reducere landbrugets miljø- og naturpåvirkning. Bl.a. er der indført regulering af husdyrbrug, efterafgrøder, randzoneloven og skærpede krav til gødningshåndtering. Derudover er der etableret vådområder, lavet minivådområder og taget landbrugsjord ud af drift. Disse initiativer har bidraget til at reducere kvælstof- og fosforudledningen til vandmiljøet og ammoniakfordampningen.
Effekten af indsatserne vurderes dog ikke at være tilstrækkelig til at opnå målsætningen om god økologisk tilstand. Der er fortsat behov for betydelig reduktion af næringsstofpåvirkningen af vandmiljøet.
Danmark er et af de lande i EU, der bruger den mindste andel af landbrugsstøtten på miljø- og klimatiltag, samt på landdistriktsudvikling.

### Landbrugets klimapåvirkning
I 2020 udledte Danmark samlet 44,86 mio. tons CO2e ekskl. LULUCF. Ud af det kom 11,41 mio. tons CO2e fra landbrugssektoren, hvilket svarer til 25 pct. af de samlede danske drivhusgasudledninger. Landbrugssektoren stod for 17 pct. af de samlede udledninger i 1990. Der er derudover også store indirekte udledninger fra foderproduktionen, der foregår i udlandet, som Danmark også bidrager til, via import af især sojabønner fra Sydamerika.
Danmark er blandt de lande i EU med den højeste udledning af drivhusgasser fra landbrugsjorde per hektar, med en udledning der er mere end dobbelt så høj som EU-gennemsnittet.
Der er ikke et entydigt svar på, hvorvidt det danske landbrug er særligt klimavenligt, sammenlignet med resten af verdenen. Det er en kompleks øvelse at opgøre landbrugets udledninger pr. produceret enhed på tværs af lande og involverer mange afgrænsninger og metodiske valg, som gør det vanskeligt at sammenligne resultater på tværs af studier. På de få, eksisterende studier, der sammenligner forskellige lande eller områder for på den måde at sikre, at landbrugets udledning opgøres på samme måde på tværs af lande i de enkelte studier, så ligger mange europæiske landes udledningerne pr. producereret kg kød eller liter mælk relativt tæt.
Når man tager i betragtning, hvor store usikkerheder der er forbundet med de bagvedliggende beregninger, kan man derfor ikke med fasthed konkludere, at Danmark er mere klimaeffektivt end mange af de lande, Danmark normalt bliver sammenlignet med.
Udledningerne i landbruget kommer fra forskellige kilder.
Lavbundsjorder er jorder, der indeholder en stor mængde kulstof. Når lavbundsjorder dyrkes og drænes, tilføres jorden mere ilt, og kulstoflagrene nedbrydes og frigives hurtigere. Selvom de kun udgjorde 6 pct. af landbrugsarealet i 2020, er de årsag til 42 pct. af landbrugets emissioner. I 2020 udgjorde lavbundsjorder lige over 170.000 hektar og udledte cirka 4,8 mio. tons CO2e.
Husdyrenes fordøjelsesprocesser (tarmgæring) og husdyrgødning står også for en betydelig andel af udledningerne. Samlet står tarmgæring for 33 pct. af de totale drivhusgasudledninger i landbruget i 2020, og kvæg bidrager med 87 pct. af udledningerne fra tarmgæring.
Lattergasudledningerne kommer fra kvælstof, der tilføres jorden som gødning. Lattergasudledningerne fra gødningshåndtering står for 6 pct. af landbrugets samlede drivhusgasudledninger i 2020, og her skyldes størstedelen også kvæg- og svineproduktionen. Den mindre andel af udledningerne fra kuldioxid stammer fra kalkning og kunstgødning.
Fra 1990 til 2020 er der sket en samlet reduktion på 15,5 pct. i landbrugets drivhusgasemissioner, hvilket primært skyldes et fald i lattergasudledningerne som følge af mindre brug af kvælstof samt ændring af fodersammensætning. Metangasemissionerne fra landbruget er stort set uændrede. Selvom der siden 1990 har været et fald i antallet af kvæg, hvis fordøjelsesproces altså udgør hovedparten af metangasemissionerne, er der til gengæld sket en stigning i metanudledningerne fra gødningshåndtering. Det skyldes en overgang fra de traditionelle staldsystemer med fast gødning til flere gyllebaserede staldsystemer, som udleder mere metan.
Udledninger i landbrugssektoren er ikke blevet reduceret i perioden 2012-2021.

### Landbrugets fremtid
Ministeriet for Fødevarer, Landbrug og Fiskeri vurderer, at dansk landbrug ville kunne brødføde 2,2-3,2 mio. flere mennesker, hvis svineproduktionen blev reduceret med 20 pct, så en del af arealet til foderproduktion kunne omlægges til at producere fødevarer til mennesker.
Ifølge Klimafremskrivningen 2022 vil landbrug, skov, gartneri og fiskeri i 2030 udgøre 45 pct. af Danmarks samlede udledninger. Med en forventet udledning på 10,22 mio. tons CO2e i 2030 og dermed et fald på kun 1,19 mio. tons fra 2020-2030 er der tvivl, om de nuværende planer er tilstrækkelige til, at Danmark kan nå dets klimamål.
Der er indgået en bred politisk aftale for landbruget, der indeholder en målsætning om, at reducere drivhusgasudledningen for landbrug- og skovbrugssektoren med 55-65 pct. i 2030 i forhold til 1990. Det svarer til en yderligere reduktion på 4,6-6,6 mio. tons ud over, hvad der forventes udledt i 2030.
Der er uenighed om hvilke virkemidler er mest relevant for at nå den reduktion.
De Økonomiske Råd, Klimarådet, CONCITO, CEPOS har argumenteret for en klimaafgift, hvor store dele af landbruget og dets største interesseorganisation Landbrug & Fødevarer argumenterer imod.
Hvis omstillingen for landbrug- og skovsektorerne alene skulle ske gennem støttefinansiering i stedet for en klimaafgift vil det ifølge CONCITO alene i 2030 koste:
- Et velfærdstab på 6 mia. kr. mod under 1 mia. kr. ved en afgift
- Et finansieringsbehov på ca. 15 mia. kr. (støttekroner men også tabt økonomisk aktivitet fra nye afgifter). Det beløb svarer til indtægt fra registreringsafgift eller 75 pct. af topskat.
- Omkostningen pr. reddet årsværk i landbruget er sværere at fastslå, men de 800.000 kr. fra det årlige rapport fra de Økonomiske Råd i 2020 er stadig en brugbar størrelse.[28]

#### Lækage
I debatten om, hvor meget landbruget skal reguleres, og hvor høj CO2-afgiften skal være, dukker argumentet om, at nedlæggelsen af landbruget i Danmark blot vil sende drivhusgasudledningerne til udlandet, hvor deres landbrugsproduktion er mere klimaskadelig end den danske, hvorfor det globalt set vil have en større negativ effekt for klimaet.
Det Miljøøkonomiske Råd har imidlertid lavet beregninger på, hvor stor lækageeffekten faktisk vil være ved en CO2-afgift på 1.200 kr. pr. ton CO2e. De vurderer, at lækageraten vil være på 35 pct., hvilket vil sige, at udlandets udledninger vil stige med 35 pct. af reduktionen i dansk landbrug. Det Miljøøkonomiske Råd pointerer desuden, at problemstillingen omkring lækageeffekten er kortsigtet, fordi international klimapolitik og -samarbejde medfører stadigt mere skærpede klimamål, som vil fremskynde den grønne omstilling og dermed mindske lækagen.